# Nyakabiga
Nyakabiga è un comune del Burundi situato nella provincia di Bujumbura Mairie con 24.967 abitanti (stima 2004)